# Établissements Jean-Pierre Moueix
Établissements Jean-Pierre Moueix (с фр. — «Предприятия Жана-Пьера Муэкса») — французский бордосский негоциант и винодельческий холдинг, принадлежащий известной семье французских негоциантов Муэкс. Компания была основана Жаном-Пьером Муэксом в 1937 году в одноимённой столице кантона Либурн для продвижения, в то время совсем неизвестных широкой публике, вин из правобережных коммун Помроль и Сент-Эмильон.
Жан -  Пьер Муэкс вышел на пенсию в 1978, умерев в 2003. Его сын, Кристиан Муэкс в 1991 год стал президентом JP Moueix. 
С начала 1950-х годов, Жан-Пьер стал активно инвестировать капитал в местные коммунальные хозяйства. Первым серьёзным приобретением в 1952 году было хозяйство из Сент-Эмильона — Château Magdelaine, уже в 1958 году классифицированное, как Saint-Emilion Premier Grand Cru Classé AOC. В 1953 году было приобретено несколько хозяйств из Помроля, а именно: Château Trotanoy, Château Hosanna, Château Lagrange и Château La Fleur-Pétrus. Малоизвестное, в то время, хозяйство Pétrus было приобретено уже в 1961 году, а в 1963 году было выкуплено Château Latour à Pomerol. А в 2008 году у семьи Дюбуа-Шалон Жан-Пьером было приобретено хозяйство Château Bélair-Monange.
В 2000 году, на той же набережной Дордони по адресу Quai du Priourat в доме номер 55, была открыта дочерняя компания холдинга — «Autres Rivages» (рус. Другие Истории). Основным бизнесом компании является дистрибуция вин, произведённых в коммунах за пределами кантона Либурн: Медок, Грав и Сотерне. Также, компания является эксклюзивным импортёром серевоамериканского винодельческого хозяйства Dominus Estate, являющегося также собственностью семьи Муэкс, и производящая два красных вина: Dominus и Napanook.
В настоящее время холдинг владеет следующими хозяйствами в Либурна:
- Château Magdelaine, Saint-Emilion Premier Grand Cru Classé «B» AOC
- Château Bélair-Monange, Saint-Emilion Premier Grand Cru AOC
- Château Lagrange, Pomerol AOC
- Château Lafleur-Gazin, Pomerol AOC
- Château La Grave, Pomerol AOC
- Château Certan Marzelle, Pomerol AOC
- Château Latour à Pomerol, Pomerol AOC
- Château La Providence, Pomerol AOC
- Château La Fleur-Pétrus, Pomerol AOC
- Château Hosanna, Pomerol AOC
- Château Trotanoy, Pomerol AOC

В настоящее время холдинг также является эксклюзивным дистрибьютором следующих хозяйств Либурна:
- Château Grand Village, Bordeaux rouge et Bordeaux Supérieur AOC
- Château Grand Village, Bordeaux blanc et Bordeaux AOC
- Château Juguet, Saint-Emilion Grand Cru AOC
- Château Barrail du Blanc, Saint-Emilion Grand Cru AOC
- Château Puy-Blanquet, Saint-Emilion Grand Cru AOC
- Château La Serre, Saint-Emilion Grand Cru Classé AOC
- Château Chantalouette, Pomerol AOC
- Château Plince, Pomerol AOC
- Château Moulinet Lasserre, Pomerol AOC
- L'Hospitalet de Gazin, Pomerol AOC
- Château Guillot, Pomerol AOC
- Château Bourgneuf, Pomerol AOC
- Château Certan de May, Pomerol AOC
- Pensées de Lafleur, Pomerol AOC
- Château Lafleur, Pomerol AOC
- Pétrus, Pomerol AOC